# سيريل رولاند
سيريل رولاند (بالإنجليزية: Cyril Rowland)‏ (9 يونيو 1905 في المملكة المتحدة - 30 يونيو 1971 في المملكة المتحدة) هو لاعب كريكت بريطاني. شارك مع فريق ويلز الوطني للكريكيت ‏. أما مع النوادي، فقد لعب مع Denbighshire County Cricket Club ‏.

## وصلات خارجية
- سيريل رولاند على موقع إي آس بي آن كريك إنفو (الإنجليزية)